# Еверест
 Тази статия е за върха.  За квартала на Шумен вижте Еверест (квартал).  За филма от 2015 г. вижте Еверест (филм, 2015).
Еверест (на тибетски: ་མོ་གླང་མ – Джомолунгма: „Богинята майка на Земята“; на непалски: सगरमाथा – Сагарматха: „Високо в небесата“) е връх в Хималаите (Азия), най-високият връх в света, един от 14-те осемхилядници.
Намира се в Махалунгурския дял на Хималаите, на границата между Непал и китайския Тибетски автономен регион. Западният и югоизточният склон на върха представляват граничната линия между двете страни. Той е най-високият връх в света. Височината му е 8848,86 метра. Наречен е на името на директора на Индийската топографска служба полковник Джордж Еверест, заемал този пост от 1830 г. до 1843 г. Откъм Непал е разположен в Националния парк „Сагарматха“, който е биосферен резерват под закрилата на ЮНЕСКО.
Статутът на най-висок връх в света привлича катерачи от всички категории, от опитни до новаци, готови да заплатят солидни суми на професионални планински водачи, обикновено шерпи, за да направят успешно изкачване. Планината не изпъква с изключителни алпинистки трудности при изкачването по стандартния маршрут, за разлика от други осемхилядници като К2 или Нанга Парбат. Въпреки това съществуват множество специфични опасности, като височинна болест, лошо време и силен вятър.
Разрешението за влизане в района на Еверест от юг през Непал струва между $10 000 и $30 000 на човек, в зависимост от размера на екипа. Към 2016 г. повечето екскурзоводски услуги струват между $35 000 и $200 000.
Условията в т.нар. зона на смъртта са толкова тежки, че повечето трупове биват оставени там, където човекът е загинал, и понякога са демотивиращ фактор, тъй като се виждат по стандартния и други маршрути за изкачване.

## Топонимия и етимология
Наречен „връх Б“ през 1847 г. (тъй като тогава Кангчендзьонга се е смятал за най-високия връх в света), а след това „връх XV“ през 1849 г. (Майкъл Хенеси, британски инженер геодезист, номерира върховете в Хималаите от изток на запад), през 1865 г. върхът придобива английското име Еверест, дадено му от Андрю Уо (Andrew Waugh), британски офицер и геодезист, генерален инспектор на Индия, наследил на този пост сър Джордж Еверест.
Съществуват много местни имена, най-известното от които, вероятно в продължение на векове, е името на тибетски – Qomolangma (ཇོ་ མོ་ གླང་ མ), записано за първи път с китайска транскрипция в атлас от 1721 г. по време на управлението на император Канси от династията Цин, което след това се появява като Tchoumour Lancma на карта от 1733 г., публикувана в Париж от френския географ Д'Анвил. Популяризирано е и като Chomolungma и Jo-mo-glang-ma.
С извинението, че съществува голямо изобилие от местни имена, Андрю Уо предлага през 1856 г. този връх да бъде наречен с името Еверест заради огромните заслуги на изследователя, създавал първата подробна триангулачна мрежа в Британска Индия. Самият Еверест възразява през 1857 г., че името е невъзможно да се напише на хинди или да се произнесе от коренните жители на Индия, но Кралското географско дружество официално одобрява името през 1865 г., една година преди смъртта на сър Еверест.
Тибетолозите препоръчват два варианта за превод на тибетското име Джомолунгма/Чомолънгма (ཇོ་ མོ་ གླིང་ མ) – „Богиня, Майка на Земята (на Страната)“ или „(Достопочтена) Богиня, Майка на Планините“. Името е транскрибирано на български като Чомолънгма от Института по български език на БАН по молба на Института по картография.
В превод на китайски (опростен китайски: 珠穆朗玛峰, традиционен китайски: 珠穆朗瑪峰 или 聖母 峰) означава „богиня на вселената“. На санскрит името е Devgiri, „свята планина“. В началото на 1960 г. непалското правителство осъзнава, че Еверест няма непалско име. Тази липса се дължи на факта, че планината не е била известна и следователно не е имала име в етнически Непал, тоест в долината на Катманду и околностите му. След това правителството решава да се намери име за планината. Въпреки че Чомолънгма се използва от местните шерпи, не е приемливо наименование, тъй като е в несъответствие с идеята за обединение (непализация) на страната. Така е създадено ново име от Бабурам Ачаря: Сагармата (सगरमाथा), означаващо „главата на небето“.

## География
Еверест се намира на границата между Тибетския автономен район (префектура Шигадзе) в Китай и зоната Сагарматха (област Солукхумбу) в Непал. Издига се на 8848,86 m над морското равнище в Махалангур Химал, масив от Хималаите, което го прави най-високият връх на Азия и най-високият от седемте върха. Той се намира на 160 km източно-североизточно от Катманду, на 260 km западно-северозападно от Тхимпху, 450 km западно-югозападно от Лхаса и 600 km северно от Калкута и Бенгалския залив. Най-близките върхове над 8000 m са Лхотце (8516 m) на 3 km по права линия на юг, Макалу (8463 m) и Чо Ою (8201 m) на 28 km по права линия на северозапад.

### Топография
Еверест е пирамидален връх. Оформен е от ерозия, особено от ледници. Има три лица – на югозапад, на север и изток, разделени от ръбове на запад, североизток и юг. Всяка от страните се състои от отделен ледник: съответно ледника Кумбу, също наречен „Мълчаливата долина“, ледник Ронгбук и ледник Кангсхунг. Северната стена е най-трудно достъпна, тъй като има по-малко сняг и е по-скалиста от югозападната страна. Западните и югоизточните ръбове маркират границата между Китай и Непал.

#### Измерване на височината
Първото официално измерване на Еверест през 1852 г. е свързано с големи трудности, тъй като властите на Тибет, Китай и Непал забраняват достъпа на Индийската топографска служба до Хималаите.
Височината на връх Еверест е измерена след дългогодишни усилия през 1856 г. с помощта на теодолити с голямо увеличение, даващо възможност да се измерят точки на разстояние над 200 km. Самият връх Еверест е измерен от разстояние 170 km от Андрю Уо. Резултатите от измерването, височина от 8848,8 m са потвърдени от началника на Изчислителния отдел Радханатх Сикдхар.
Това е най-високият връх от 1852 г. насам. Дотогава е отбелязван като връх XV, преименуван на Еверест през 1865 г. Височината е коригирана на 8848 m през 1955 г. след измерване от индийския топограф Гулатий, но тъй като Хималаите се издигат с 5 cm годишно, възможно е височината му днес да е над 8850 m. През 1975 г. китайска експедиция прави уточнение и я записва като 8848,13 m.
През май 1999 г. американска експедиция с помощта на GPS и Националното географско дружество я определя на 8849,87 m над морското равнище, но този резултат не е приет официално.
През 2005 г. екип от 50 китайски учени, картографи и планински изследователи оспорват тези данни и на 9 октомври 2005 г., след няколко месеца на измервания и изчисления, обявяват актуален размер от 8844,43 m. В сравнение с китайските данни от 1975 г. регистрираният спад е с 3,65 m. Според предишно измерване от 2003 г. най-високата точка на Хималаите се издига на 8848,45 m, а през 1966 г. на 8849,75 m.
От 8 април 2010 г. официалната височина на Джомолунгма е фиксирана на 8848 m над морското равнище, а височината на твърдата скала – 8844 m. След Непалското земетресение от 2015 г. височината е намаляла с 2,54 cm по сведение на консорциума по геофизически изследвания UNAVCO.
Обявената височина на планината обаче продължава да се оспорва от Непал и Китай – двете страни, на чиято граница е върхът. Китайските власти твърдят, че Еверест трябва да се измерва до височината на скалата, докато непалските власти заявяват, че трябва да се включи и снегът на върха. Накрая, на 8 декември 2020 г. двете страни съвместно обявяват, че новата официална височина е 8848,86 m. Това е с 0,86 m повече от предишната официална височина. Много специалисти по геодезия и картография закръгляват височината на върха на 8850 метра.

#### Сравнение с други върхове
Еверест е най-високият връх в света при отчитане от морското равнище. Други планини и върхове могат да претендират за титлата най-висок връх на Земята, ако се използват други критерии. Например Мауна Кеа на Хавайските острови е най-високият връх, измерен от основата си. Той не надвишава 4205 m над морското равнище, но се издига на 10200 m, измерен от основата си. По същия критерий (от основата до върха) Денали в Аляска е по-висок от Еверест. От своя страна, Чимборасо в Еквадор, достигащ 6268 m, е най-отдалеченият от центъра на Земята поради по-големия екваториален радиус.
Еверест далеч не е върхът с най-голяма височина в Слънчевата система. Венера има връх с височина около 11000 метра. Рекордът принадлежи на един от върховете на Марс – 21229 метра.

### Климат
Времето на Еверест е екстремно. През януари, най-студения месец, средната температурата е -36 °C и може да падне до -60 °C. През юли, най-топлия месец, средната температура е -19 °С. Еверест е вечно замръзнал.
От юни до септември е повлиян от мусоните. Масивни облаци и снежни бури са често явление по това време на годината. От ноември-декември до февруари-март преобладават струйните течения, на върха вилнеят ветрове със скорост над 285 км/ч. През останалото време на годината е обикновено сухо и благоприятно за изкачване, но бури могат да се появят изненадващо и понякога пада триметров сняг за двадесет и четири часа. В края на зимата и през пролетта преобладават западни ветрове. Наситеният с влага въздух се издига по южните склонове на Хималаите и кондензира, формирайки бял облак, отправящ се на изток. Когато вятърът духа с около 80 км/ч, облакът се издига до върха.

### Растителен и животински свят
Връх Еверест има беден растителен и животински свят. Налице е мъх, който расте на височина от 6480 m. Това може да е растителният вид, който вирее на най-голяма надморска височина. Алпийско растение, наречено Arenaria, расте под 5500 m в региона.
Euophrys omnisuperstes, вид скачащ паяк е намерен на височина от 6700 m, което го прави най-високо живеещия животински вид, ако не се смятат микроскопичните организми. Той се крие в цепнатини и се храни със замразени насекоми, които са довени от вятъра. Трябва да се отбележи, че има голяма вероятност да съществува микроскопичен живот на още по-голяма надморска височина. Птици като планинската гъска са наблюдавани да летят на големи височини в планината, докато други, като например червенокраката гарга, са забелязани на 7920 m. Жълтоклюни гарги са наблюдавани на 7900 m и гореспоменатите гъски мигрират над Хималаите. Още през 1953 г. Джордж Лоу по време на експедиция, вижда гъските да прелитат над връх Еверест.
Яковете често се използват, за да теглят съоръжения при изкачвания; те могат да теглят 100 kg, имат гъста козина и големи бели дробове. Други животни в региона включват хималайския тар, който понякога може да бъде изяден от снежен леопард. Хималайската черна мечка може да бъде открита до около 4300 m и червената панда се намира също в този регион. Научна експедиция открива десет нови вида мравки.

## История на експедициите
Първото известно изкачване на Еверест най-накрая настъпва през 1953 г., но върхът остава труден за изкачване в продължение на десетилетия. Въпреки усилията и вниманието с което за заобиколени експедициите, само на около 200 души се отдава да го покорят до 1987 г. Еверест се оказва трудно място в продължение на десетилетия, дори за сериозни опити от професионални катерачи и големи национални експедиции, докато не идва търговската ера през 1990 г.
До март 2012 г. Еверест е изкачен 5656 пъти с 223 смъртни случая. Катерачите могат да се сблъскват с ветрове от 320 km/h (200 mph) и времето се променя много бързо. В определени периоди от годината джетстриймът се измества на север, предоставяйки периоди на относително спокойствие в планината. Други опасности включват виелици и лавини.
До 2019 г. хималайската база данни е записала 4833 различни хора, изкачили Еверест от общо 8306 опита за изкачване от алпинисти (52%) и наети шерпи (48%). Около 2/3 от опитите са от Непал и 1/3 от Китай. Загинали са 288 души (3,47% от всички опити), от които 60% алпинисти и 40% наети шерпи. В предмусонния сезон на 2019 г. Еверест е изкачен от 659 души.

### Първи опити
Първи експедиции – английски: 1921, 1922, 1924 г.

### Първо успешно изкачване
На 29 май 1953 г. Едмънд Хилари и шерпа Тенсинг Норгей покоряват върха и забиват 4 флага – индийски, непалски, на ООН и английски; ръководител на експедицията е Джон Хънт, англичанин.
Най-подходящо време за изкачване е началото на май.

### Рекорди, забележителни експедиции и изкачвания
- без кислород, първо изкачване – Райнхолд Меснер и Петер Хабелер, 1978 г.[35]
- първо соло изкачване – Райнхолд Меснер, при това първо в чист алпийски стил, първо в следмусонния сезон и, разбира се, без допълнителен кислород, август 1980 г.
- жени: първа Джунко Табей (Япония) 1975 г., най-възрастна – Тамае Уатанабе 64 г. (Япония), най-млада – Дики Долма 19 г. (Индия).
- мъже: най-възрастен – Юичиро Миура 80 г. 2013 г. (Япония), най-млад – Джордан Ромеро 13 г. (САЩ) 2010 г.
- първо зимно изкачване – Лешек Чихи и Кшищоф Виелицки (Полша) 1980 г.
- първо изкачване на югозападната стена на върха от експедицията на Крис Бонингтън. Върха достигат Дъг Скот, Дъгъл Хейстън, Питър Бордман, шерпът Пертемба и вероятно Мик Бърк, забелязан за последен път малко под върха.
- полет с параплан, първи; най-бързо спускане (11 минути) – Жан Марк Буавен (Франция)1988 г.[35]
- спускане със ски – Даво Камицар от Словения, 10 октомври 2000 г.[35]
- спускане със сноуборд – Марко Зифреди (Франция) 2001 г.
- най-дълъг престой на върха – шерпа Бабу Чири – 21 часа и 30 минути.[35]
- най-много са загиналите на Еверест от Непал – 47 (към 2011).[35]
- първият известен веган, изкачил Еверест, е българинът Атанас Скатов, май 2014 г.[36] На 22 май 2017 година той прави второто си изкачване, този път по югоизточния ръб.

### Български експедиции и изкачвания
- 1984 г. – Христо Проданов, 20 април (13-ият човек в света, изкачил Еверест без кислороден уред), загинал на слизане от върха. Методи Савов и Иван Вълчев, 8 май; Кирил Досков и Николай Петков, 9 май – изкачване по Западния ръб, слизане по Югоизточния, което е първи траверс на върха по точната линия на тези ръбове (наричан и Български траверс).
- 1997 г. – Дойчин Василев, 20 май.
- 2004 г. – Петко Тотев, 18 май; Николай Петков (второ изкачване), Дойчин Боянов (без кислород) и Христо Христов (без кислород), 19 май по Североизточния ръб. Николай Петков става първият и все още единствен алпинист, преминал и по трите ръба на Еверест.
- 2004 г. – Мариана Масларова, последно видяна малко под върха, по Североизточния ръб на 19 май – възможно е да е изкачила върха, но не е доказано. Безследно изчезнала.
- 2009 г. – Камен Колчев и Петя Колчева – първата българка, доказано изкачила Еверест, 22 май.
- 2014 г. – Атанас Скатов, 24 май по Североизточния ръб, първият известен веган на Еверест.[36]
- 2017 г. – Атанас Скатов, второ изкачване, по югоизточния ръб, 22 май.
- 2018 г. – Слави Несторов, 19 май.[37]
- 2018 г. – Стефан Стефанов, 20 май.[37]
- 2022 г. – Силвия Аздреева, 15 май.[38]
- 2024 г. – Мариета Георгиева, 20 май.[39]
- 2025 г. – Христина Йосифова, 24 май.[40]

## Маршрути за изкачване
Съществуват два основни маршрута за изкачване на връх Еверест – югоизточният ръб с начало в Непал и североизточният ръб с начало в Тибет. Освен тях съществуват и множество второстепенни и по-рядко използвани маршрути. От двата главни маршрута, югоизточният е технически по-лесен и по-често използван. Този маршрут е бил използван от Едмънд Хилари и Тензинг Норгей през 1953 г., при първото изкачване на върха.
Щурмуването на върха се прави предимно през месец май, преди да започне сезонът на мусоните.

### Югоизточен ръб
Изкачването през югоизточния ръб започва с преход по южната част на планинската верига до базовия лагер на височина 5380 m. Експедициите обикновено летят до град Лукла (2860 m) и преминават през Намче Базар. Катерачите продължават пеша до базовия лагер, което отнема от 6 до 9 дни, позволявайки плавна височинна аклиматизация, за да се избегне височинната болест. Оборудването и провизиите се пренасят с товарни животни и носачи до базовия лагер на ледника Кхумбу.

#### Базови лагери
Катерачите прекарват няколко седмици в базовия лагер, аклиматизирайки се към височината. През това време шерпите, заедно с част от експедицията, поставят въжета и стълби по протежение на опасния ледопад Кхумбу. Пукнатините в леда и приплъзващите се ледени блокове правят ледопада една от най-опасните части на маршрута; много катерачи и шерпи са загубили живота си точно на това място. За да намалят рисковете, катерачите обикновено започват изкачването доста преди изгрев, когато много ниските температури спояват ледените блокове в стабилна маса.
Лагер 1
Над ледопада се намира Лагер 1 на 6065 m. От Лагер 1 катерачите продължават нагоре през Западното седло (наричано още Долината на Мълчанието) към подножието на Лхотце.
Лагер 2
На 6500 m се намира Лагер 2. Западното седло е сравнително равна, плавно издигаща се долина, прорязана в центъра от огромни пукнатини, които не позволяват директен достъп до горната част на Седлото. Катерачите са принудени да преминават далеч от дясната страна, близо до подножието на Нупце към малък коридор. Голямата надморска височина и ясните, безветрени дни могат да направят тази част от изкачването непоносимо гореща за катерачите. От Лагер 2 катерачите изкачват Лхотце по фиксирани въжета.
Лагер 3
Лагер 3 се намира на малка скална тераса на височина 7470 m. От там има още 500 m нагоре до Лагер 4 на Южната седловина (7920 m). От Лагер 3 до Лагер 4 катерачите срещат две допълнителни трудности – скалните образувания „Женевски контрафорс“ и „Жълтия пояс“. „Женевският хребет“ е скално ребро с формата на наковалня, именувано от швейцарска експедиция през 1952 г. „Жълтият пояс“ е секция от срещащи се слоеве мрамор, филит и шисти, за преодоляването на които също са необходими около 100 m фиксирани въжета.
Лагер 4
Лагер 4 е разположен на лицето Лхотце на 7926 – 8000 m и първото среднощно престояване в Зоната на смъртта, за която се смята 26 000 футовата граница. Колкото повече престоява катерачът на тази височина, толкова по-голяма е вероятността да развие височинна церебрална едема или височинна пулмонарна едема. И в двата случая се касае до напълване на съответно мозъка или белите дробове с физиологични течности. По Южната седловина катерачите навлизат в Зоната на смъртта. Те могат да оцелеят най-много 2 или 3 дни на тази височина, като през това време се правят финалните щурмове към върха. Ясното време и слабите ветрове са основни фактори за определяне на решението кога точно да се тръгне нагоре. Ако през тези 2 – 3 дни времето е лошо, катерачите са принудени да се спуснат по-надолу, понякога чак до базовия лагер.
Към върха
От Лагер 4 катерачите започват щурма към върха (1000 m по-нагоре) около полунощ, като се надяват да го достигнат за 10 – 12 часа. Първата им спирка на 8400 m (27 500 фута) е „Балконът“ – малка скална платформа, където могат да починат за кратко и да наблюдават върха под лъчите на изгряващото слънце. Продължавайки по билото, пътят е преграден от серия каменни стъпала, за да се преместят по на изток, където обикновено трябва да се пробива път през дълбок до кръста сняг (което крие и опасност от лавини). На 8750 m малък купол от сняг и лед бележи Южния връх.
От Южния връх катерачите преминават по острия югоизточен ръб по протежение на „Корниза“, където по пътя се редуват сняг и скали. Това е най-оголената секция от маршрута, където една грешна стъпка вляво може да запрати катерача в 2400 m пропаст, а при грешна стъпка вдясно може да се сблъска с падане 3050 m. В края на това препятствие, на височина 8760 m, се намира внушителна каменна стена, наречена „Стъпалото на Хилари“. Стъпалото е високо 21 m и принуждава катерачите да използват въжета. Хилари и Тенсинг са били първите хора, изкачили се на Стъпалото, като те са го постигнали с примитивно оборудване и без фиксирани въжета. Днес катерачите преминават с помощта на фиксирани въжета, предварително поставени от шерпите. След това препятствие пътят до върха е сравнително лесен, като преминава през различни снежни склонове. През последните години потокът от хора, изкачващи се към върха, се е увеличил прекомерно, като понякога това води до задръствания на Стъпалото, където катерачите са принудени да чакат реда си доста време, и това води до проблеми с трафика надолу и нагоре към върха. Достигнали до „покрива на света“ катерачите имат най-много половин час горе, тъй като при прекомерно забавяне може да посрещнат нощта по време на спускането към Лагер 4, или да изчерпат запасите си от кислород.
Кислородната концентрация на върха е една трета от тази на морското равнище, а средната нощна температура е -36 °C.

### Североизточен ръб
Североизточният ръб (наричан просто северен) започва от северната страна на планината, в Тибет. Експедицията прави преход пеша по каменист път до ледника Ронгбук, където на 5180 m се намира базовият лагер. За да достигнат Лагер 2, катерачите преминават през средно големи морени по източната страна на Ронгбук до базата Чангце на 6100 m. Лагер 3 (Преден базов лагер) се намира под Северното седло на 6500 m. За да достигнат до Лагер 4, катерачите се изкачват по ледника, след което по фиксирани въжета достигат до върха на Седлото (7010 m). Оттам следва изкачване по каменистия северен ръб, до Лагер 5 на 7775 m. Следва диагонално подсичане на северното било до Жълтия пояс, където се намира Лагер 6 на 8230 m. Оттам катерачите атакуват върха.
Катерачите се сблъскват с коварното препятствие, което представлява Първото стъпало на 8534 m. Следва Второто стъпало (~8600 m). За неговото преодоляване се използва съоръжение, наречено „Китайската стълба“ – постоянна метална стълба, поставена през 1975 г. от китайска експедиция. Оттогава тя неизменно служи на катерачите, и на практика всеки атакуващ върха е минал през нея. Третото стъпало (8689 – 8800 m) се преодолява почти пълзешком. След стъпалата до върха остават снежен наклон под почти 50 градуса и финалният хребет.

## Етнография

### Население
В района на Еверест се намира земята на шерпите, етническа група, която се заселва в района през пет века, идвайки от област в Тибет, разположена на 2000 километра североизточно от Непал. Дванадесет отделни клана обитават района. Шерпите са около 2500 и живеят в националния парк Сагарматха. Те говорят на тибетски диалект и практикуват предимно тибетски будизъм, изпълнен със суеверия, вярвания и обреди, заимствани от религията бон и анимизма. Те са традиционно земеделски производители, животновъди и търговци, адаптирани към живот на висока надморска височина и които често пътуват с животни. В продължение на десетилетия те се издържат от туризма и се специализират като носачи по време на експедиции до върха на най-високите върхове, включително Еверест. Признати са за силни мъже, непоколебими и смели.

### Митология и религия
Както всички други планини и върхове в района, Еверест е считана за свещена планина от шерпите. Според шерпите планината е дом на духове, демони и дървета. Дом е и на една от „петте сестри на дълголетието“, които осигуряват храна на жителите на петте най-високи върха на Хималаите.
Според легендата будисткият господар Падмасамбхава организира надпревара за изкачване на връх Еверест. След като прекарва известно време в медитация и борба с демоните, той се надпреварва с един от ламите от религията Бон, за да определят кой е по-силен. Падмасамбхава е транспортиран до върха от лъч светлина и ламът, победен, оставя там барабана си. Оттогава, когато възниква лавина в долината, шерпите свирят на барабани, за да прогонят духовете.
Почти всички изкачвания започват с будистка молитва за благоговението на боговете и за безопасно завръщане. Тази церемония се нарича пуджа, шерпите се покланят на жертвите на планината, успокояват мислите и душите си и молят за снизходителност духовете на планината.
Близо до основата на северната страна се намира манастирът Ронгбук, който е наречен „свещен праг на връх Еверест“, с най-драматичните изгледи в целия свят. За шерпите, които живеят по склоновете на Еверест в региона на Непал, този манастир е важно място за поклонение, достъпен след няколко дни пътуване из Хималаите през Нангпа Ла.
Мийолангсангма, тибетската будистка „Богиня на неизчерпаемо раздаване“ се смята, че е живяла в горната част на връх Еверест. Според шерпа монаси будисти, връх Еверест е дворец и площадка на Мийолангсангма, а всички катерачи са само частично желани гости, защото са дошли без покана.
Шерпите също смятат, че върхът и ръбовете му са благословени с духовна енергия и човек трябва да покаже почит, когато преминава през този свещен пейзаж. Те считат, че кармичните последици от действията на човек са многократно увеличени тук и нечисти мисли е най-добре да бъдат избягвани.
Един от митовете за върха е и съществуването на йети.

### Природозащита
Еверест е част от националния парк Сагарматха от 19 юли 1976 г. Той обхваща 1148 km² – голяма част от региона Кумбу, а на североизток е вписана непалската част на Еверест. 69% от площта на парка се намира над 5000 метра и е практически почти стерилна. Останалата част се състои от 28% високопланински прерии и 3% гори, представляваща шест от единадесетте биотопи, идентифицирани в Непал. Паркът е вписан в списъка на ЮНЕСКО на световното наследство през 1979 г.
Националният резерват Джомолунгма е биосферен резерват, разположен в Китай над северната част на Еверест. Снежният леопард е емблемата му.